# Usedlina
Usedline ali sedimenti (lat. sedimentum = usedlina) so droben material (gramoz, pesek, glina in podobno) ali raztopina (apna, soli, gipsa itd.) v morju (morski sedimenti), jezeru (jezerski ali lakustrijski sedimenti), reki (rečni ali fluvialni sedimenti) ali na kopnem (eolski sedimenti, tj. taki, ki ji nanese veter). Z mehanskim razkrojem nastajajo mehanski sedimenti in s kemičnim raztapljanjem kemičnih sedimenti. Organogene usedline tvori material organskega izvora.